# Wiaczesław Sińkiewicz
Wiaczesław Igoriewicz Sińkiewicz, ros. Вячеслав Игоревич Синькевич (ur. 29 listopada 1991 w Krasnoobsku) – rosyjski pływak, specjalizujący się głównie w stylu klasycznym.
Mistrz Europy na krótkim basenie z Chartres (2012) i wicemistrz Europy na krótkim basenie ze Szczecina (2011) na 200 m stylem klasycznym. Wicemistrz świata na krótkim basenie ze Stambułu (2012) w sztafecie 4 x 100 m stylem zmiennym oraz brązowy medalista na 200 m żabką.
Uczestnik igrzysk olimpijskich w Londynie (10. miejsce 200 m klasykiem i 12. miejsce w sztafecie 4 x 100 m stylem zmiennym).